# Saint-Hippolyte (Cantal)
 Saint-Hippolyte  es una población y comuna francesa, situada en la región de Auvernia, departamento de Cantal, en el distrito de Mauriac y cantón de Riom-ès-Montagnes.

## Demografía
| 281 | 235 | 209 | 149 | 140 | 122 |
| Para los censos de 1962 a 1999 la población legal corresponde a la población sin duplicidades (Fuente: INSEE [Consultar]) |     |     |     |     |     |